# Aleksandr Roman'kov
Aleksandr Anatoleevič Roman'kov (in russo Александр Анатольевич Романьков?; in bielorusso Аляксандр Анатолевіч Раманькоў?, Aljaksandr Anatolevič Ramakoŭ; Korsakov, 7 novembre 1953) è un ex schermidore sovietico con cittadinanza bielorussa, vincitore di una medaglia d'oro, due d'argento e due di bronzo nella scherma ai giochi olimpici.

## Biografia
Nato nella lontana isola di Sachalin, Roman'kov si trasferì giovanissimo in Bielorussia, dove venne avviato alla pratica del fioretto alla scuola di scherma della Dynamo Minsk, dal grande maestro Ėrnst Asieŭski, che lo allenò per tutta la carriera. Curiosamente, il piccolo Aleksandr non ebbe il coraggio di dichiararsi mancino e, dunque, iniziò a tirare di scherma di destro, passando alla guardia mancina solo dopo qualche anno.
A livello giovanile, penalizzato dal fisico minuto e da risultati buoni ma non eccellenti, rimase ai margini della fortissima squadra assoluta sovietica. Ben presto però, l'impareggiabile tecnica, unita a una straordinaria capacità di lavoro in allenamento ed alla velocità, lo portarono a primeggiare in tutti i tornei sovietici e fu così che nel 1974, al primo anno nella nazionale assoluta, trionfò nella Coppa del Mondo di fioretto e ai Mondiali di Grenoble dove vinse l'oro sia nell'individuale (davanti all'azzurro Carlo Montano) che nella gara a squadre. Furono soltanto le prime due medaglie conquistate, nel corso di una carriera costellata di grandi successi. Ai Mondiali del 1975 vinse l'argento a squadre, l'anno successivo, grande favorito dopo aver riportato il secondo successo nella classifica finale della Coppa del Mondo, si dovette accontentare dell'argento nel torneo individuale delle Olimpiadi di Montreal, fermato allo spareggio (1-5) dal giovanissimo Fabio Dal Zotto con il quale aveva concluso alla pari (4 vittorie ed una sconfitta) il girone della finale a 6.

Si vendicò nel 1977 ai Mondiali di Buenos Aires dove vinse l'oro individuale ed il bronzo a squadre. Nel 1978 conquistò l'argento individuale ed il bronzo a squadre, mentre nel 1979 a Melbourne riuscì nuovamente nell'impresa di vincere entrambe le gare.
Il 1980 fu l'anno delle Olimpiadi di Mosca e tutta l'attenzione era rivolta su di lui. Questa volta però, i favori del pronostico erano condivisi con l'altro grande idolo locale della scherma, Vladimir Smirnov, vincitore della Coppa del Mondo sia nel 1979 sia nel 1980. Ancora una volta Roman'kov, dopo essere approdato con facilità alla finale a 6, si ritrovò in una situazione di parità (i 2 sovietici e il francese Pascal Jolyot avevano tutti vinto 4 assalti e perso uno). Lo spareggio a 3 si aprì con la vittoria per 5-4 di Roman'kov sul connazionale, ma dopo che il compagno di squadra sconfisse 5-0 il francese, Roman'kov bloccato dall'emozione non riuscì a portare una sola stoccata contro Jolyot e la differenza stoccate lo relegò al terzo posto. Il tabù dell'oro olimpico si confermò nella prova a squadre con l'Unione Sovietica sconfitta in finale dalla Francia (8 vittorie per parte ma 68-60 nel computo delle stoccate).
La carriera di Roman'kov continuò all'insegna dei successi: oro a squadre a Clermont-Ferrand nel 1981 (nell'individuale aveva concluso solo al 32º posto), doppio oro a Roma nel 1982 (edizione che vide la tragica morte di Smirnov), oro individuale a Vienna nel 1983.
Il boicottaggio nel 1984 del Blocco sovietico alle Olimpiadi di Los Angeles, impedì a Roman'kov la caccia al tanto atteso alloro olimpico. Nel 1985, ai Mondiali di Barcellona, vinse il bronzo a squadre (8º nell'individuale). Al Campionato mondiale del 1986 a Sofia accadde l'impensabile: per la prima volta dopo 11 edizioni olimpiche o mondiali in cui Roman'kov aveva sempre vinto almeno una medaglia, il grande campione sovietico si fermò al 18º posto nell'individuale ed al 6º posto a squadre. Quando a Losanna 1987 l'evento si ripropose (4º posto a squadre, 33º individuale), l'ormai trentaquattrenne schermitore parve alla conclusione della carriera.
Seul 1988 rappresentò per Roman'kov l'ultimo treno per realizzare il sogno di un oro olimpico. Il sovietico si presentò al massimo della forma. Nel torneo individuale superò brillantemente i 3 gironi di qualificazione (totalizzando 12 vittorie sui 14 match disputati). Nel corso dell'eliminazione diretta superò l'austriaco Wendt 10-2, l'ungherese Gátai 10-8, ma venne sconfitto dal campione olimpico in carica, Mauro Numa, per 7-10. Nei ripescaggi, battendo 10-1 lo statunitense Lewison, guadagnò l'accesso alla finale a 8, dove sconfisse Numa 11-9, prima di essere fermato da Stefano Cerioni 5-10. La vittoria 10-8 sul tedesco Schreck gli garantì la medaglia di bronzo. Nella gara a squadre, finalmente, Roman'kov si aggiudicò l'oro che mancava al suo palmarès: superando l'Ungheria (per differenza stoccate dopo le 8 vittorie per parte) in semifinale e la Germania Ovest in finale (9 vittorie a 5), l'Unione Sovietica vinse il titolo olimpico.
A Denver nel 1989, Roman'kov colse l'ultimo titolo mondiale, nella prova a squadre (fu 10º nell'individuale). La 34ª posizione individuale al mondiale 1990 a Lione lo escluse dalla squadra. Nel Campionato mondiale di Budapest 1991 fu 21º nell'individuale e 4º a squadre. Il 1992 segnò il ritiro di Roman'kov, poco prima dei Giochi di Barcellona.
Dopo l'addio alla carriera agonistica è stato commissario tecnico delle nazionali dell'Australia e della Corea del Sud, prima di tornare in patria ed accettare il doppio incarico di commissario tecnico della nazionale bielorussa e presidente della Federazione Scherma della Bielorussia.
Con 5 titoli mondiali individuali, assieme allo sciabolatore Stanislav Pozdnjakov, è secondo solo all'italiana Valentina Vezzali che nel 2011 a Catania si è aggiudicata il suo 6º titolo.

## Palmarès

### Olimpiadi
- Argento Montréal 1976 (Fioretto individuale)
- Argento Mosca 1980 (Fioretto squadre)
- Bronzo Mosca 1980 (Fioretto individuale)
- Oro Seul 1988 (Fioretto squadre)
- Bronzo Seul 1988 (Fioretto individuale)

### Mondiali
- Fioretto individuale: 5  1  0
- Fioretto a squadre: 5  1  3